# Cime Gardino
Cime Gardino är en bergstopp i Antarktis. Den ligger i Västantarktis. Chile gör anspråk på området. Toppen på Cime Gardino är 1 405 meter över havet, eller 36 meter över den omgivande terrängen. Bredden vid basen är 1,1 km.
Terrängen runt Cime Gardino är huvudsakligen kuperad, men åt sydost är den bergig. Trakten är obefolkad. Det finns inga samhällen i närheten.